# Rumes
Rumes är en kommun i Belgien.   Den ligger i provinsen Hainaut och regionen Vallonien, i den västra delen av landet, 80 km väster om huvudstaden Bryssel. Antalet invånare är 5 137.
Trakten runt Rumes består till största delen av jordbruksmark. Runt Rumes är det ganska tätbefolkat, med 185 invånare per kvadratkilometer.